# Kiss Imre (atléta)
Kiss Imre (Budapest, ? – ?) magyar olimpikon atléta, olimpiai 5. helyezett a rúdugrás versenyszámban.

## Sportegyesülete
A Magyar AC (MAC), a Magyar Atlétikai Club keretében versenyzett.

## Magyar atlétikai bajnokság
- Az 1906-os magyar atlétikai bajnokságon rúdugrásban aranyérmes (325 cm).
- Az 1907-es magyar atlétikai bajnokságon rúdugrásban aranyérmes (330 cm).

### Olimpiai játékok
1906. évi nyári olimpiai játékok atlétikai sportágában, a rúdugró versenyszámában 5. helyezett (300 cm).

## Külső hivatkozások
- Kiss Imre. kerszoft.hu. (Hozzáférés: 2015. szeptember 7.)